# جيمس إدوين ويب
جيمس إدوين ويب (بالإنجليزية: James E. Webb)‏ (7 أكتوبر 1906 - 27 مارس 1992) هو موظف دولة أمريكي أصبح مدير وكالة ناسا من تاريخ 14 فبراير 1961 حتى 7 أكتوبر 1968.
ويب أشرف على إدارة ناسا في فترة الرئيس جون كينيدي حتى نهاية فترة الرئيس ليندون جونسون وبالتالي أشرف على أول الرحلات المأهولة لرواد فضاء الولايات المتحدة الأمريكية وذلك ببرنامج ميركوري خلال برنامج جمناي، حتى قبل أول رحلة أبولو مأهولة. كما واجه حادثة أبولو 1.
وفي عام 2002، أعيدت تسمية تلسكوب فضائي أُطلِق إلى الفضاء في ديسمبر 2021، يطلق عليه في الأصل تليسكوب الجيل القادم الفضائي (NGST)، باسم تلسكوب جيمس ويب الفضائي تكريمًا له.

## روابط خارجية
- جيمس إدوين ويب على موقع الموسوعة البريطانية (الإنجليزية)
- جيمس إدوين ويب على موقع مونزينجر (الألمانية)